# Lagotis brevituba
Lagotis brevituba är en grobladsväxtart som beskrevs av Carl Maximowicz. Lagotis brevituba ingår i släktet Lagotis och familjen grobladsväxter. Inga underarter finns listade i Catalogue of Life.